# Șevcenkove, Hluhiv
Șevcenkove (în ucraineană Шевченкове) este o comună în raionul Hluhiv, regiunea Sumî, Ucraina, formată numai din satul de reședință.

## Demografie
Componența lingvistică a comunei Șevcenkove
     Ucraineană (97,34%)
     Rusă (2,27%)
     Alte limbi (0,31%)
Conform recensământului din 2001, majoritatea populației comunei Șevcenkove era vorbitoare de ucraineană (97,34%), existând în minoritate și vorbitori de rusă (2,27%).